# Clasificación al Campeonato Europeo Sub-17 de la UEFA 2025
La Clasificación al Campeonato Europeo Sub-17 de la UEFA 2025 fue un torneo juvenil de fútbol que determinó a los equipos clasificados al Campeonato Europeo Sub-17 de la UEFA 2025 que se realizó en Albania.
La clasificación consta de una Ronda 1 que se juega de julio a noviembre de 2024, seguida de una Ronda 2 que se juega en la primavera de 2025.
Los jugadores nacidos a partir del 1 de enero de 2008 eran elegibles para participar.
Rusia fue excluida del torneo debido a la invasión en curso que afecta a Ucrania.

## Formato
La competición clasificatoria consta de las dos rondas siguientes:
- Ronda 1: 54 equipos fueron divididos en 14 grupos. Cada grupo se jugará en un formato de todos contra todos contra uno de los equipos seleccionados como anfitriones después del sorteo. Los dos mejores equipos de cada grupo avanzan a la Ronda 2 de la Liga A; los otros equipos jugarán en la Ronda 2 de la Liga B.
- La ronda 2:
  - Liga A: 28 equipos se dividirán en 7 grupos de cuatro. Los ganadores de cada grupo se clasificarán para el torneo final. Si Albania está entre los siete equipos clasificados, también se clasificará el mejor segundo clasificado.
  - Liga B: Los equipos de la Liga B competirán por el ascenso a la Liga A en la primera ronda de clasificación de la Eurocopa sub-19 2026/27.[2]

### Sorteo
El sorteo de la ronda 1 se celebró el 3 de mayo de 2024, en la sede de la UEFA en Nyon, Suiza.

## Ronda 1
Los equipos fueron clasificados según su clasificación de coeficiente. Cada grupo contiene un equipo del Bombo A, un equipo del Bombo B, un equipo del Bombo C y 12 grupos contienen un equipo del Bombo D. Según las decisiones tomadas por el Panel de Emergencia de la UEFA, los siguientes pares de equipos no pudieron ser en el mismo grupo: España y Gibraltar, Bielorrusia y Ucrania, Kosovo y Serbia, Kosovo y Bosnia y Herzegovina.

### Grupo 1
País anfitrión (A):  Malta
| Equipo     | Pts | PJ | PG | PE | PP | GF | GC | Dif | Clasificación  |
| ---------- | --- | -- | -- | -- | -- | -- | -- | --- | -------------- |
| Inglaterra | 9   | 3  | 3  | 0  | 0  | 12 | 2  | +10 | Ronda 2 Liga A |
| Suecia     | 6   | 3  | 2  | 0  | 1  | 9  | 5  | +4  | Ronda 2 Liga A |
| Letonia    | 3   | 3  | 1  | 0  | 2  | 5  | 7  | -2  | Ronda 2 Liga B |
| Malta (A)  | 0   | 3  | 0  | 0  | 3  | 1  | 13 | -12 | Ronda 2 Liga B |

| 24 de octubre de 2024 | Inglaterra                                     | 4:0     | Malta | Centenary Stadium, Ta' Qali, Malta |                          |
| 11:00                 | - Ezenwata 12', 53' - Dowman 68' - Tyjon 90+4' | Reporte |       | Árbitro(s): Florian Lata           | Árbitro(s): Florian Lata |

| 24 de octubre de 2024 | Letonia      | 1:2     | Suecia                      | Centenary Stadium, Ta' Qali, Malta |                            |
| 14:30                 | - Gomins 16' | Reporte | - Saeed 33' - Brantlind 55' | Árbitro(s): Georgi Ginchev         | Árbitro(s): Georgi Ginchev |

| 27 de octubre de 2024 | Inglaterra | 4:0     | Letonia | Centenary Stadium, Ta' Qali, Malta |                           |
| 11:00                 |            | Reporte |         | Árbitro(s): Miloš Savović          | Árbitro(s): Miloš Savović |

| 27 de octubre de 2024 | Suecia                                                   | 5:0     | Malta | Centenary Stadium, Ta' Qali, Malta                      |                                                         |
| 14:30                 | - Öberg 9' - Brantlind 21', 77' - Pavey 73' - Arrhov 86' | Reporte |       | Asistencia: 332 espectadores Árbitro(s): Georgi Ginchev | Asistencia: 332 espectadores Árbitro(s): Georgi Ginchev |

| 30 de octubre de 2024 | Malta       | 1:4     | Letonia                                        | Centenary Stadium, Ta' Qali, Malta                     |                                                        |
| 11:00                 | - Grech 13' | Reporte | - Beķeris 5', 38' - Butriks 33' - Doroņins 85' | Asistencia: 187 espectadores Árbitro(s): Miloš Savović | Asistencia: 187 espectadores Árbitro(s): Miloš Savović |

| 30 de octubre de 2024 | Suecia                     | 2:4     | Inglaterra                                                | Centenary Stadium, Ta' Qali, Malta                    |                                                       |
| 14:30                 | - Saeed 26' - Hedlöf 90+3' | Reporte | - Walsh 40' - Dike 47' - Gorman 74' (pen.) - Dowman 90+1' | Asistencia: 116 espectadores Árbitro(s): Florian Lata | Asistencia: 116 espectadores Árbitro(s): Florian Lata |

### Grupo 2
País anfitrión (A):  Eslovenia
| Equipo        | Pts | PJ | PG | PE | PP | GF | GC | Dif | Clasificación  |
| ------------- | --- | -- | -- | -- | -- | -- | -- | --- | -------------- |
| Polonia       | 7   | 3  | 2  | 1  | 0  | 13 | 2  | +11 | Ronda 2 Liga A |
| Eslovenia (A) | 7   | 3  | 2  | 1  | 0  | 5  | 3  | +2  | Ronda 2 Liga A |
| Georgia       | 3   | 3  | 1  | 0  | 2  | 4  | 6  | -2  | Ronda 2 Liga B |
| Armenia       | 0   | 3  | 0  | 0  | 3  | 1  | 12 | -11 | Ronda 2 Liga B |

| 9 de octubre de 2024 | Polonia                                                                                   | 8:0     | Armenia | Ptuj City Stadium, Ptuj, Eslovenia |                          |
| 15:30                | - Karmelita 11', 41' - Siniawski 18', 30', 37' - Falkiewicz 39' - Skorb 70' - Delikat 85' | Reporte |         | Árbitro(s): Roman Jitari           | Árbitro(s): Roman Jitari |

| 9 de octubre de 2024 | Georgia           | 1:2     | Eslovenia                   | TŠC Trate Gornja Radgona, Gornja Radgona, Eslovenia |                               |
| 15:30                | - Bartishvili 31' | Reporte | - Videnović 49' - Viher 51' | Árbitro(s): Christos Vergetis                       | Árbitro(s): Christos Vergetis |

| 12 de octubre de 2024 | Polonia                                  | 3:0     | Georgia | Ptuj City Stadium, Ptuj, Eslovenia |                             |
| 15:30                 | - Szywała 45+2', 57' - Czerniatowicz 63' | Reporte |         | Árbitro(s): Cláudio Pereira        | Árbitro(s): Cláudio Pereira |

| 12 de octubre de 2024 | Eslovenia    | 1:0     | Armenia | TŠC Trate Gornja Radgona, Gornja Radgona, Eslovenia |                          |
| 15:30                 | - Mlekuž 56' | Reporte |         | Árbitro(s): Roman Jitari                            | Árbitro(s): Roman Jitari |

| 15 de octubre de 2024 | Eslovenia                          | 2:2     | Polonia                     | Ptuj City Stadium, Ptuj, Eslovenia |                             |
| 12:00                 | - Meško 72' (pen.) - Hočevar 90+1' | Reporte | - Szywała 53' - Skorb 90+5' | Árbitro(s): Cláudio Pereira        | Árbitro(s): Cláudio Pereira |

| 15 de octubre de 2024 | Armenia        | 1:3     | Georgia                                            | TŠC Trate Gornja Radgona, Gornja Radgona, Eslovenia |                               |
| 12:00                 | - Simonian 76' | Reporte | - Kobakhidze 5' - Bartishvili 57' - Kakashvili 90' | Árbitro(s): Christos Vergetis                       | Árbitro(s): Christos Vergetis |

### Grupo 3
País anfitrión (A):  Albania
| Equipo       | Pts | PJ | PG | PE | PP | GF | GC | Dif | Clasificación  |
| ------------ | --- | -- | -- | -- | -- | -- | -- | --- | -------------- |
| Croacia      | 7   | 3  | 2  | 1  | 0  | 11 | 2  | +9  | Ronda 2 Liga A |
| Países Bajos | 6   | 3  | 2  | 0  | 1  | 12 | 3  | +9  | Ronda 2 Liga A |
| Albania (A)  | 4   | 3  | 1  | 1  | 1  | 2  | 6  | -4  | Ronda 2 Liga B |
| Islas Feroe  | 0   | 3  | 0  | 0  | 3  | 0  | 14 | −14 | Ronda 2 Liga B |

| 9 de octubre de 2024 | Países Bajos                                                       | 6:0 (3:0) | Islas Feroe | Estadio Niko Dovana, Durrës, Albania |                          |
| 11:00                | - Ünüvar 31' - Neijenhuis 34' - Beerens 40', 66', 75' - Nash 90+1' | Reporte   |             | Árbitro(s): Lukasz Kuzma             | Árbitro(s): Lukasz Kuzma |

| 9 de octubre de 2024 | Albania     | 1:1     | Croacia            | Arena Kombëtare, Tirana, Albania |                          |
| 15:00                | - Kulla 66' | Reporte | - Kurti 28' (a.g.) | Árbitro(s): Zorbay Küçük         | Árbitro(s): Zorbay Küçük |

| 12 de octubre de 2024 | Croacia                                                                                            | 7:0     | Islas Feroe | House of Football Natural Pitch, Tirana, Albania |                               |
| 11:00                 | - Smiljanić 10' - P. Horvat 17', 63' - N. Horvat 40' - Mišura 55' - Vojvodić 76' - Kusanović 90+1' | Reporte |             | Árbitro(s): Matthew MacDermid                    | Árbitro(s): Matthew MacDermid |

| 12 de octubre de 2024 | Países Bajos                                                    | 5:0     | Albania | Arena Kombëtare, Tirana, Albania |                          |
| 15:00                 | - Wijks 11' - Ünüvar 21' - Ouarghi 59' - Nash 81' - Beerens 84' | Reporte |         | Árbitro(s): Lukasz Kuzma         | Árbitro(s): Lukasz Kuzma |

| 15 de octubre de 2024 | Croacia                              | 3:1     | Países Bajos     | House of Football Natural Pitch, Tirana, Albania |                          |
| 15:00                 | - P. Horvat 16' - Kusanović 22', 35' | Reporte | - Acheampong 76' | Árbitro(s): Zorbay Küçük                         | Árbitro(s): Zorbay Küçük |

| 15 de octubre de 2024 | Islas Feroe | 0:1     | Albania     | Egnatia Arena, Rrogozhinë, Albania |                               |
| 15:00                 |             | Reporte | - Kulla 57' | Árbitro(s): Matthew MacDermid      | Árbitro(s): Matthew MacDermid |

### Grupo 4
País anfitrión (A):  Bélgica
| Equipo      | Pts | PJ | PG | PE | PP | GF | GC | Dif | Clasificación  |
| ----------- | --- | -- | -- | -- | -- | -- | -- | --- | -------------- |
| Bélgica (A) | 9   | 3  | 3  | 0  | 0  | 7  | 3  | +4  | Ronda 2 Liga A |
| Ucrania     | 6   | 3  | 2  | 0  | 1  | 8  | 4  | +4  | Ronda 2 Liga A |
| Kosovo      | 1   | 3  | 0  | 1  | 2  | 7  | 10 | -3  | Ronda 2 Liga B |
| Kazajistán  | 1   | 3  | 0  | 1  | 2  | 5  | 10 | -5  | Ronda 2 Liga B |

| 9 de octubre de 2024 | Kosovo                      | 2:4     | Ucrania                            | Cegeka Arena, Genk          |                             |
| 14:00                | - Ahmeti 4' - Abdullahu 12' | Reporte | - Zudin 16', 25' - Liusin 24', 62' | Árbitro(s): Andreas Argyrou | Árbitro(s): Andreas Argyrou |

| 9 de octubre de 2024 | Bélgica                         | 3:1     | Kazajistán   | Académie Robert Louis-Dreyfus, Liège |                           |
| 19:00                | - Muteba 38', 58' - Murenzi 49' | Reporte | - Kaliev 78' | Árbitro(s): Jacob Karlsen            | Árbitro(s): Jacob Karlsen |

| 12 de octubre de 2024 | Ucrania                                        | 3:0     | Kazajistán | Kehrwegstadion, Eupen     |                           |
| 14:00                 | - Andreyko 69' - Zalypka 72' - Dzhurabaiev 73' | Reporte |            | Árbitro(s): Dalibor Černý | Árbitro(s): Dalibor Černý |

| 12 de octubre de 2024 | Bélgica                          | 2:1     | Kosovo            | Cegeka Arena, Genk          |                             |
| 19:00                 | - Muteba 8' - De Wannemacker 90' | Reporte | - Abdullahu 90+5' | Árbitro(s): Andreas Argyrou | Árbitro(s): Andreas Argyrou |

| 15 de octubre de 2024 | Ucrania     | 1:2     | Bélgica                    | Cegeka Arena, Genk        |                           |
| 15:00                 | - Zudin 59' | Reporte | - Muteba 9' - Da Silva 90' | Árbitro(s): Dalibor Černý | Árbitro(s): Dalibor Černý |

| 15 de octubre de 2024 | Kazajistán                                                            | 4:4     | Kosovo                                                      | Académie Robert Louis-Dreyfus, Liège |                           |
| 15:00                 | - Bekbolat 28' (pen.) - Kenesbekov 37' - Toleukhan 53' - Satpayev 65' | Reporte | - Ahmeti 49' - Abdullahu 52' (pen.), 79' (pen.) - Shala 61' | Árbitro(s): Jacob Karlsen            | Árbitro(s): Jacob Karlsen |

### Grupo 5
País anfitrión (A):  Portugal
| Equipo               | Pts | PJ | PG | PE | PP | GF | GC | Dif | Clasificación  |
| -------------------- | --- | -- | -- | -- | -- | -- | -- | --- | -------------- |
| Portugal (A)         | 9   | 3  | 3  | 0  | 0  | 19 | 3  | +16 | Ronda 2 Liga A |
| Finlandia            | 4   | 3  | 1  | 1  | 1  | 11 | 7  | +4  | Ronda 2 Liga A |
| Bosnia y Herzegovina | 4   | 3  | 1  | 1  | 1  | 10 | 6  | +4  | Ronda 2 Liga B |
| Liechtenstein        | 0   | 3  | 0  | 0  | 3  | 0  | 24 | -24 | Ronda 2 Liga B |

| 13 de noviembre de 2024 | Portugal | 10:0    | Liechtenstein | Estadio Nacional de Portugal, Oeiras |                          |
| 12:00                   | - Furtado 4' - Soares 10', 24', 60' (pen.) - Mide 18', 32' - Quintas 37' - Baptista 38' - Pereira 86' - Neves 89' | Reporte |               | Árbitro(s): Ben Mcmaster             | Árbitro(s): Ben Mcmaster |

| 13 de noviembre de 2024 | Finlandia              | 2:2     | Bosnia y Herzegovina       | Estádio do Real SC, Queluz, Portugal |                          |
| 16:00                   | - Katz 62' (pen.), 90' | Reporte | - Delić 45+1' - Spahić 52' | Árbitro(s): Marek Radina             | Árbitro(s): Marek Radina |

| 16 de noviembre de 2024 | Portugal                                                              | 5:1     | Finlandia   | Cidade do Futebol, Oeiras       |                                 |
| 16:00                   | - Lima 6' - Neves 36' - Töllinen 42' (a.g.) - Cunha 58' - Chelmik 75' | Reporte | - Siren 20' | Árbitro(s): Kyriakos Athanasiou | Árbitro(s): Kyriakos Athanasiou |

| 16 de noviembre de 2024 | Bosnia y Herzegovina                                                          | 6:0     | Liechtenstein | Estadio Nacional de Portugal, Oeiras |                          |
| 18:30                   | - Subašić 33' - Ramić 35', 52' - Blagojević 58' - Ibrahimović 67' - Deket 85' | Reporte |               | Árbitro(s): Ben Mcmaster             | Árbitro(s): Ben Mcmaster |

| 19 de noviembre de 2024 | Bosnia y Herzegovina    | 2:4     | Portugal                                     | Cidade do Futebol, Oeiras       |                                 |
| 12:00                   | - Ramić 17' - Vrban 33' | Reporte | - Cabral 11', 74' - Manuel 70' - Pereira 77' | Árbitro(s): Kyriakos Athanasiou | Árbitro(s): Kyriakos Athanasiou |

| 19 de noviembre de 2024 | Liechtenstein | 0:8     | Finlandia | Estadio Nacional de Portugal, Oeiras |                          |
| 12:00                   |               | Reporte | - Velásquez 2' (pen.), 54' (pen.) - Töllinen 15' - Rantasalmi 28' - Katz 50', 67' - Tiitinen 90+1' - Lehtomäki 90+2' | Árbitro(s): Marek Radina             | Árbitro(s): Marek Radina |

### Grupo 6
País anfitrión (A):  Rumania
| Equipo      | Pts | PJ | PG | PE | PP | GF | GC | Dif | Clasificación  |
| ----------- | --- | -- | -- | -- | -- | -- | -- | --- | -------------- |
| Grecia      | 7   | 3  | 2  | 1  | 0  | 8  | 2  | +6  | Ronda 2 Liga A |
| Hungría     | 5   | 3  | 1  | 2  | 0  | 6  | 2  | +4  | Ronda 2 Liga A |
| Rumania (A) | 2   | 3  | 0  | 2  | 1  | 1  | 4  | -3  | Ronda 2 Liga B |
| Azerbaiyán  | 1   | 3  | 0  | 1  | 2  | 1  | 8  | -7  | Ronda 2 Liga B |

| 13 de noviembre de 2024 | Hungría                                            | 4:0     | Azerbaiyán | Tunari Stadium, Tunari |                       |
| 11:00                   | - Gólik 7' - Petrók 12' - Csóka 27' - Galambos 53' | Reporte |            | Árbitro(s): Ion Orlic  | Árbitro(s): Ion Orlic |

| 13 de noviembre de 2024 | Rumania | 0:3     | Grecia                            | Estadio Central del Centro Nacional de Fútbol de Rumanía, Buftea |                                  |
| 11:00                   |         | Reporte | - Krommydas 35', 59' - Berdos 71' | Árbitro(s): Mohammad Usman Aslam                                 | Árbitro(s): Mohammad Usman Aslam |

| 16 de noviembre de 2024 | Hungría | 0:0     | Rumania | Estadio Central del Centro Nacional de Fútbol de Rumanía, Buftea |                              |
| 11:00                   |         | Reporte |         | Árbitro(s): Michele Beltrano                                     | Árbitro(s): Michele Beltrano |

| 16 de noviembre de 2024 | Grecia                                        | 3:0     | Azerbaiyán | Tunari Stadium, Tunari |                       |
| 11:00                   | - Ioannou 47' - Souvlatzis 59' - Kapellas 71' | Reporte |            | Árbitro(s): Ion Orlic  | Árbitro(s): Ion Orlic |

| 19 de noviembre de 2024 | Grecia                         | 2:2     | Hungría                           | Tunari Stadium, Tunari           |                                  |
| 11:00                   | - Siozios 11' - Theocharis 48' | Reporte | - Lakatos 31' - Labvas 45' (a.g.) | Árbitro(s): Mohammad Usman Aslam | Árbitro(s): Mohammad Usman Aslam |

| 19 de noviembre de 2024 | Azerbaiyán     | 1:1     | Rumania     | Estadio Central del Centro Nacional de Fútbol de Rumanía, Buftea |                              |
| 11:00                   | - Mahmudov 82' | Reporte | - Coman 40' | Árbitro(s): Michele Beltrano                                     | Árbitro(s): Michele Beltrano |

### Grupo 7
País anfitrión (A):  Alemania
| Equipo          | Pts | PJ | PG | PE | PP | GF | GC | Dif | Clasificación  |
| --------------- | --- | -- | -- | -- | -- | -- | -- | --- | -------------- |
| República Checa | 7   | 3  | 2  | 1  | 0  | 14 | 3  | +11 | Ronda 2 Liga A |
| Alemania (A)    | 7   | 3  | 2  | 1  | 0  | 15 | 5  | +10 | Ronda 2 Liga A |
| Bielorrusia     | 3   | 3  | 1  | 0  | 2  | 5  | 12 | -7  | Ronda 2 Liga B |
| Andorra         | 0   | 3  | 0  | 0  | 3  | 1  | 15 | −14 | Ronda 2 Liga B |

| 9 de octubre de 2024 | Alemania                                            | 4:0     | Andorra | DFB-Campus, Frankfurt      |                            |
| 11:00                | - Staff 5' - Ünal 47' - Karl 70' (pen.) - Güner 81' | Reporte |         | Árbitro(s): Patrik Kolarić | Árbitro(s): Patrik Kolarić |

| 9 de octubre de 2024 | Bielorrusia | 0:3     | República Checa                         | Sportpark Kelsterbach, Kelsterbach |                              |
| 15:00                |             | Reporte | - Novák 8' - Střeska 60' - Potměšil 87' | Árbitro(s): Kevin O'Sullivan       | Árbitro(s): Kevin O'Sullivan |

| 12 de octubre de 2024 | Alemania                                                                                     | 8:2     | Bielorrusia                  | Sportpark Kelsterbach, Kelsterbach |                            |
| 11:00                 | - Staff 15' (pen.), 45' - Karl 49', 57' - Creța 74' - Mule 77' - Mensah 79' - Göttlicher 89' | Reporte | - Sakuta 39' - Zablotski 56' | Árbitro(s): Jasmin Sabotic         | Árbitro(s): Jasmin Sabotic |

| 12 de octubre de 2024 | República Checa | 8:0     | Andorra | DFB-Campus, Frankfurt        |                              |
| 15:00                 | - Jurásek 1' - Sochůrek 10' - Zajac 60', 80' - Potměšil 61', 79' - Graça De Almeida 89' (a.g.) - Haddad Cuchiarelli | Reporte |         | Árbitro(s): Kevin O'Sullivan | Árbitro(s): Kevin O'Sullivan |

| 15 de octubre de 2024 | República Checa                                         | 3:3     | Alemania                   | DFB-Campus, Frankfurt      |                            |
| 11:00                 | - Dominic 6' (a.g.) - Potměšil 27' - Čížek 90+4' (pen.) | Reporte | - Kaba 30' - Karl 32', 48' | Árbitro(s): Patrik Kolarić | Árbitro(s): Patrik Kolarić |

| 15 de octubre de 2024 | Andorra     | 1:3     | Bielorrusia                                    | Sportpark Kelsterbach, Kelsterbach |                            |
| 11:00                 | - Viana 38' | Reporte | - Molchan 21' - Lutskovich 52' - Zablotski 55' | Árbitro(s): Jasmin Sabotic         | Árbitro(s): Jasmin Sabotic |

### Grupo 8
País anfitrión (A):  Irlanda del Norte
| Equipo                | Pts | PJ | PG | PE | PP | GF | GC | Dif | Clasificación  |
| --------------------- | --- | -- | -- | -- | -- | -- | -- | --- | -------------- |
| Irlanda del Norte (A) | 6   | 3  | 2  | 0  | 1  | 7  | 5  | +2  | Ronda 2 Liga A |
| Irlanda               | 4   | 3  | 1  | 1  | 1  | 6  | 5  | +1  | Ronda 2 Liga A |
| Lituania              | 4   | 3  | 1  | 1  | 1  | 6  | 5  | +1  | Ronda 2 Liga B |
| Escocia               | 3   | 3  | 1  | 0  | 2  | 3  | 7  | -4  | Ronda 2 Liga B |

| 29 de octubre de 2024 | Irlanda                  | 2:2     | Lituania          | Inver Park, Larne         |                           |
| 13:00                 | - Brody 32' - Noonan 49' | Reporte | - Mennea 79', 84' | Árbitro(s): Peiman Simani | Árbitro(s): Peiman Simani |

| 29 de octubre de 2024 | Irlanda del Norte                | 3:1     | Escocia    | Seaview Stadium, Belfast         |                                  |
| 16:00                 | - McGovern 19', 57' - McCann 50' | Reporte | - Boyd 31' | Árbitro(s): Heini Ziskason Viðoy | Árbitro(s): Heini Ziskason Viðoy |

| 1 de noviembre de 2024 | Escocia                        | 2:1     | Lituania       | Seaview Stadium, Belfast  |                           |
| 13:00                  | - Boyd 25' (pen.) - Hislop 41' | Reporte | - Piazenko 74' | Árbitro(s): Peiman Simani | Árbitro(s): Peiman Simani |

| 1 de noviembre de 2024 | Irlanda         | 1:3     | Irlanda del Norte                                | Seaview Stadium, Belfast |                          |
| 19:00                  | - M. Noonan 80' | Reporte | - McDonagh 4' (a.g.) - O'Neill 54' - McGrath 67' | Árbitro(s): Stefan Ebner | Árbitro(s): Stefan Ebner |

| 4 de noviembre de 2024 | Escocia | 0:3     | Irlanda                                             | Parque Inver, Larne              |                                  |
| 16:00                  |         | Reporte | - Martos 36' - M. Noonan 76' (pen.) - Ogbonna 90+4' | Árbitro(s): Heini Ziskason Viðoy | Árbitro(s): Heini Ziskason Viðoy |

| 4 de noviembre de 2024 | Lituania                                             | 3:1     | Irlanda del Norte | Seaview Stadium, Belfast |                          |
| 16:00                  | - Piazenko 12' - Grudzinskas 34' (pen.) - Buikus 67' | Reporte | - McGovern 90'    | Árbitro(s): Stefan Ebner | Árbitro(s): Stefan Ebner |

### Grupo 9
País anfitrión (A):  San Marino
| Equipo         | Pts | PJ | PG | PE | PP | GF | GC | Dif | Clasificación  |
| -------------- | --- | -- | -- | -- | -- | -- | -- | --- | -------------- |
| Italia         | 9   | 3  | 3  | 0  | 0  | 16 | 0  | +16 | Ronda 2 Liga A |
| Noruega        | 6   | 3  | 2  | 0  | 1  | 7  | 10 | -3  | Ronda 2 Liga A |
| Gales          | 3   | 3  | 1  | 0  | 2  | 9  | 8  | +1  | Ronda 2 Liga B |
| San Marino (A) | 0   | 3  | 0  | 0  | 3  | 0  | 14 | −14 | Ronda 2 Liga B |

| 5 de noviembre de 2024 | Italia                                                         | 5:0     | San Marino | Estadio de Acquaviva, Acquaviva |                             |
| 11:00                  | - Reggiani 8' - Campaniello 33', 65' - Blini 70' - Damiano 74' | Reporte |            | Árbitro(s): Jovan Kachevski     | Árbitro(s): Jovan Kachevski |

| 5 de noviembre de 2024 | Gales                                             | 3:4     | Noruega                                                     | Estadio de Montecchio, Montecchio |                               |
| 11:00                  | - Bradbury 54' (pen.) - Heywood 62' - Allmark 78' | Reporte | - Holseter-Karlsen 10' - Krosa 22', 58' - Renshusløkken 50' | Árbitro(s): Dmytro Panchyshyn     | Árbitro(s): Dmytro Panchyshyn |

| 8 de noviembre de 2024 | Italia                                                     | 4:0     | Gales | Estadio de Montecchio, Montecchio |                               |
| 11:00                  | - Blini 13' - Damiano 52' - Campaniello 84' - Inacio 90+1' | Reporte |       | Árbitro(s): Dmytro Panchyshyn     | Árbitro(s): Dmytro Panchyshyn |

| 8 de noviembre de 2024 | Noruega                      | 3:0     | San Marino | Estadio de Acquaviva, Acquaviva |                               |
| 11:00                  | - Krosa 10' - Woxen 38', 40' | Reporte |            | Árbitro(s): Ladislav Szikszay   | Árbitro(s): Ladislav Szikszay |

| 11 de noviembre de 2024 | Noruega | 0:7     | Italia                                                                                | Estadio de Montecchio, Montecchio |                             |
| 11:00                   |         | Reporte | - Campaniello 12', 24', 45+2' - Blini 16' - Inacio 41' (pen.) - Wiafe 62' - Pirrò 67' | Árbitro(s): Jovan Kachevski       | Árbitro(s): Jovan Kachevski |

| 11 de noviembre de 2024 | San Marino | 0:6     | Gales                                                              | Estadio de Acquaviva, Acquaviva |                               |
| 11:00                   |            | Reporte | - Grainger 25', 27', 50' - Allmark 62' - Newman 80' - Dewsbury 84' | Árbitro(s): Ladislav Szikszay   | Árbitro(s): Ladislav Szikszay |

### Grupo 10
País anfitrión (A):  Moldavia
| Equipo       | Pts | PJ | PG | PE | PP | GF | GC | Dif | Clasificación  |
| ------------ | --- | -- | -- | -- | -- | -- | -- | --- | -------------- |
| Suiza        | 7   | 3  | 2  | 1  | 0  | 9  | 2  | +7  | Ronda 2 Liga A |
| Israel       | 5   | 3  | 1  | 2  | 0  | 7  | 3  | +4  | Ronda 2 Liga A |
| Montenegro   | 4   | 3  | 1  | 1  | 1  | 4  | 4  | 0   | Ronda 2 Liga B |
| Moldavia (A) | 0   | 3  | 0  | 0  | 3  | 0  | 11 | -11 | Ronda 2 Liga B |

| 23 de octubre de 2024 | Montenegro      | 1:1     | Israel              | Zimbru-2 Stadium, Chișinău         |                                    |
| 13:00                 | - Jovanović 88' | Reporte | - Vokuje 78' (a.g.) | Árbitro(s): Jóhan Hendrik Ellefsen | Árbitro(s): Jóhan Hendrik Ellefsen |

| 23 de octubre de 2024 | Suiza                                                            | 4:0     | Moldavia | Nisporeni Central Stadium, Nisporeni |                            |
| 15:00                 | - Mijajlovic 25' - Llukes 34' - Bralic 41' (pen.) - Scherrer 53' | Reporte |          | Árbitro(s): Joakim Östling           | Árbitro(s): Joakim Östling |

| 26 de octubre de 2024 | Suiza                                       | 3:0     | Montenegro | Complejo Deportivo Regional Orhei, Orhei |                          |
| 13:00                 | - Scherrer 23' - Bralic 72' - Cossalter 77' | Reporte |            | Árbitro(s): Kamal Umudlu                 | Árbitro(s): Kamal Umudlu |

| 26 de octubre de 2024 | Israel                                                          | 4:0     | Moldavia | Zimbru-2 Stadium, Chișinău         |                                    |
| 15:00                 | - Ben Simon 49' (pen.) - Avrevaya 67', 81' - Macarov 86' (a.g.) | Reporte |          | Árbitro(s): Jóhan Hendrik Ellefsen | Árbitro(s): Jóhan Hendrik Ellefsen |

| 29 de octubre de 2024 | Israel                        | 2:2     | Suiza                         | Zimbru-2 Stadium, Chișinău |                            |
| 15:00                 | - Avrevaya 51' - Chosyd 90+1' | Reporte | - Despotovic 21' - Bralic 75' | Árbitro(s): Joakim Östling | Árbitro(s): Joakim Östling |

| 29 de octubre de 2024 | Moldavia | 0:3     | Montenegro                               | Nisporeni Central Stadium, Nisporeni |                          |
| 15:00                 |          | Reporte | - Jovanović 18' - Vukoje 22' - Anđić 79' | Árbitro(s): Kamal Umudlu             | Árbitro(s): Kamal Umudlu |

### Grupo 11
País anfitrión (A):  Chipre
| Equipo     | Pts | PJ | PG | PE | PP | GF | GC | Dif | Clasificación  |
| ---------- | --- | -- | -- | -- | -- | -- | -- | --- | -------------- |
| Francia    | 9   | 3  | 3  | 0  | 0  | 9  | 0  | +9  | Ronda 2 Liga A |
| Eslovaquia | 6   | 3  | 2  | 0  | 1  | 10 | 3  | +7  | Ronda 2 Liga A |
| Chipre (A) | 3   | 3  | 1  | 0  | 2  | 8  | 5  | +3  | Ronda 2 Liga B |
| Gibraltar  | 0   | 3  | 0  | 0  | 3  | 0  | 19 | −19 | Ronda 2 Liga B |

| 29 de octubre de 2024 | Francia                                                      | 6:0     | Gibraltar | Estadio Municipal de Sotira, Sotira (Famagusta) |                        |
| 10:00                 | - Negre 9', 31', 65' (pen.) - Himbert 50', 55' - Leccese 75' | Reporte |           | Árbitro(s): Pavle Ilić                          | Árbitro(s): Pavle Ilić |

| 29 de octubre de 2024 | Chipre                            | 2:3     | Eslovaquia                    | Estadio Dasaki, Achna     |                           |
| 14:30                 | - Kodaj 9' (o.g.) - Mavroudis 28' | Reporte | - Mateáš 4', 82' - Polťák 86' | Árbitro(s): Mikkel Redder | Árbitro(s): Mikkel Redder |

| 1 de noviembre de 2024 | Eslovaquia                                                               | 7:0     | Gibraltar | Estadio Municipal de Sotira, Sotira (Famagusta) |                            |
| 10:00                  | - Polťák 11', 18', 86', 90+1' - Baravelli 32' - Fecso 45+1' - Pecsuk 67' | Reporte |           | Árbitro(s): Mihály Káprály                      | Árbitro(s): Mihály Káprály |

| 1 de noviembre de 2024 | Francia                   | 2:0     | Chipre | Estadio Dasaki, Achna     |                           |
| 14:30                  | - Himbert 22' - Azizi 33' | Reporte |        | Árbitro(s): Mikkel Redder | Árbitro(s): Mikkel Redder |

| 4 de noviembre de 2024 | Eslovaquia | 0:1     | Francia       | Estadio Municipal de Sotira, Sotira (Famagusta) |                            |
| 13:30                  |            | Reporte | - Leccese 62' | Árbitro(s): Mihály Káprály                      | Árbitro(s): Mihály Káprály |

| 4 de noviembre de 2024 | Gibraltar | 0:6     | Chipre                                                                           | Estadio Dasaki, Achna  |                        |
| 13:30                  |           | Reporte | - E. Georgiou 8', 11', 90+2' - Kontopoulos 71' (pen.), 90+1' - O. Panayiotou 85' | Árbitro(s): Pavle Ilić | Árbitro(s): Pavle Ilić |

### Grupo 12
País anfitrión (A):  Islandia
| Equipo              | Pts | PJ | PG | PE | PP | GF | GC | Dif | Clasificación  |
| ------------------- | --- | -- | -- | -- | -- | -- | -- | --- | -------------- |
| España              | 7   | 3  | 2  | 1  | 0  | 11 | 2  | +9  | Ronda 2 Liga A |
| Islandia (A)        | 7   | 3  | 2  | 1  | 0  | 9  | 4  | +5  | Ronda 2 Liga A |
| Macedonia del Norte | 3   | 3  | 1  | 0  | 2  | 5  | 11 | -6  | Ronda 2 Liga B |
| Estonia             | 0   | 3  | 0  | 0  | 3  | 3  | 11 | -8  | Ronda 2 Liga B |

| 30 de octubre de 2024 | España                                         | 4:0     | Estonia | Thróttarvöllur, Reykjavík  |                            |
| 14:00                 | - Flores 3' - Aicua 5' - Diaz 82' - Gistau 90' | Reporte |         | Árbitro(s): Dmytro Kubriak | Árbitro(s): Dmytro Kubriak |

| 30 de octubre de 2024 | Macedonia del Norte | 1:4     | Islandia                                                     | Thróttarvöllur, Reykjavík     |                               |
| 18:00                 | - Markovski 90+3'   | Reporte | - Sævarsson 30' - Olsen 38' - Kristjánsson 62' - Dadason 71' | Árbitro(s): Mohammed Al-emara | Árbitro(s): Mohammed Al-emara |

| 2 de noviembre de 2024 | España                                                             | 5:0     | Macedonia del Norte | Thróttarvöllur, Reykjavík       |                                 |
| 14:00                  | - Campos 21' - Nomoko 25' (pen.), 75' - Barreiros 28' - Gistau 85' | Reporte |                     | Árbitro(s): Antoine Chiaramonti | Árbitro(s): Antoine Chiaramonti |

| 2 de noviembre de 2024 | Islandia                                         | 3:1     | Estonia          | Thróttarvöllur, Reykjavík  |                            |
| 18:00                  | - Jóhannsson 21' - Arnarsson 53' - Sævarsson 60' | Reporte | - Kalmõkov 90+5' | Árbitro(s): Dmytro Kubriak | Árbitro(s): Dmytro Kubriak |

| 5 de noviembre de 2024 | Estonia                       | 2:4     | Macedonia del Norte                           | Thróttarvöllur, Reykjavík       |                                 |
| 14:00                  | - Alamaa 56' - Paalberg 90+1' | Reporte | - Grashevski 19' - Brankovski 28', 45+2', 76' | Árbitro(s): Antoine Chiaramonti | Árbitro(s): Antoine Chiaramonti |

| 5 de noviembre de 2024 | Islandia                     | 2:2     | España                         | Thróttarvöllur, Reykjavík     |                               |
| 18:00                  | - Guðjónsson 33' - Olsen 83' | Reporte | - Barreiros 37' - Iglesias 63' | Árbitro(s): Mohammed Al-emara | Árbitro(s): Mohammed Al-emara |

### Grupo 13
País anfitrión (A):  Serbia
| Equipo     | Pts | PJ | PG | PE | PP | GF | GC | Dif | Clasificación  |
| ---------- | --- | -- | -- | -- | -- | -- | -- | --- | -------------- |
| Serbia (A) | 4   | 2  | 1  | 1  | 0  | 3  | 1  | +2  | Ronda 2 Liga A |
| Turquía    | 4   | 2  | 1  | 1  | 0  | 2  | 1  | +1  | Ronda 2 Liga A |
| Bulgaria   | 0   | 2  | 0  | 0  | 2  | 0  | 3  | -3  | Ronda 2 Liga B |

| 1 de noviembre de 2024 | Bulgaria | 0:2     | Serbia              | Centro Deportivo de la Federación Serbia de Fútbol, Stara Pazova |                              |
| 17:00                  |          | Reporte | - Kostov 30', 90+2' | Árbitro(s): Igor Stojchevski                                     | Árbitro(s): Igor Stojchevski |

| 4 de noviembre de 2024 | Turquía         | 1:0     | Bulgaria | Centro Deportivo de la Federación Serbia de Fútbol, Stara Pazova |                            |
| 13:00                  | - Çobanoğlu 13' | Reporte |          | Árbitro(s): Marc Nagtegaal                                       | Árbitro(s): Marc Nagtegaal |

| 7 de noviembre de 2024 | Serbia         | 1:1     | Turquía      | Centro Deportivo de la Federación Serbia de Fútbol, Stara Pazova |                           |
| 17:00                  | - Petrović 61' | Reporte | - Yortaç 34' | Árbitro(s): Martin Matoša                                        | Árbitro(s): Martin Matoša |

### Grupo 14
País anfitrión (A):  Dinamarca
| Equipo        | Pts | PJ | PG | PE | PP | GF | GC | Dif | Clasificación  |
| ------------- | --- | -- | -- | -- | -- | -- | -- | --- | -------------- |
| Austria       | 4   | 2  | 1  | 1  | 0  | 2  | 1  | +1  | Ronda 2 Liga A |
| Dinamarca (A) | 3   | 2  | 1  | 0  | 1  | 3  | 1  | +2  | Ronda 2 Liga A |
| Luxemburgo    | 1   | 2  | 0  | 1  | 1  | 1  | 4  | -3  | Ronda 2 Liga B |

| 9 de octubre de 2024 | Luxemburgo | 0:3     | Dinamarca             | Kolding Stadium, Kolding   |                            |
| 16:00                |            | Reporte | - Ambæk 19', 44', 53' | Árbitro(s): Danilo Nikolić | Árbitro(s): Danilo Nikolić |

| 12 de octubre de 2024 | Austria     | 1:1     | Luxemburgo               | Mosevej Stadion, Kolding |                          |
| 14:00                 | - Dobis 23' | Reporte | - Da Silva Fernandes 56' | Árbitro(s): Marek Radina | Árbitro(s): Marek Radina |

| 15 de octubre de 2024 | Dinamarca | 0:1     | Austria     | Haderslev Stadium, Haderslev |                      |
| 15:00                 |           | Reporte | - Moser 58' | Árbitro(s): Tom Owen         | Árbitro(s): Tom Owen |

## Ronda 2
Los 28 equipos de la Ronda 1 (los 2 mejores de cada grupo) se sortean en siete grupos de cuatro equipos. 
Los equipos se clasifican según sus resultados en la ronda 1 (Artículo 15.01 del Reglamento).

### Sorteo
El sorteo se realizó el 5 de diciembre de 2024 a las 11:45 CET en la sede de la UEFA en Nyon, Suiza.

### Liga A
Los horarios son CET / CEST, según lo indicado por la UEFA (los horarios locales, si son diferentes, aparecen entre paréntesis).

#### Grupo A1
País anfitrión (A):  Croacia
| Equipo      | Pts | PJ | PG | PE | PP | GF | GC | Dif | Clasificación                                            |
| ----------- | --- | -- | -- | -- | -- | -- | -- | --- | -------------------------------------------------------- |
| Italia      | 9   | 3  | 3  | 0  | 0  | 5  | 2  | +3  | Fase final y Copa Mundial de Fútbol Sub-17 de 2025       |
| Croacia (A) | 6   | 3  | 2  | 0  | 1  | 5  | 4  | +1  | Copa Mundial de Fútbol Sub-17 de 2025 como mejor segundo |
| Ucrania     | 3   | 3  | 1  | 0  | 2  | 3  | 4  | -1  |                                                          |
| Eslovaquia  | 0   | 3  | 0  | 0  | 3  | 1  | 4  | -3  |                                                          |

| 19 de marzo de 2025 | Ucrania             | 1:2 (0:2) | Croacia              | Estadio Branko Čavlović-Čavlek, Karlovac |                             |
| 12:00               | - Liusin 55' (pen.) | Reporte   | - 22', 31' Kusanović | Árbitro(s): Mathieu Vernice              | Árbitro(s): Mathieu Vernice |

| 19 de marzo de 2025 | Italia      | 1:0 (1:0) | Eslovaquia | Stadion Sv. Josip Radnik, Sesvete, Croacia |                          |
| 15:30               | - Luongo 6' | Reporte   |            | Árbitro(s): Stefan Ebner                   | Árbitro(s): Stefan Ebner |

| 22 de marzo de 2025 | Italia                           | 2:1 (0:1) | Ucrania            | Estadio Lučko, Lučko |                      |
| 12:00               | - Mambuku 90' - Elimoghale 90+2' | Reporte   | - 28' (a.g.) Bovio | Árbitro(s): Gal Levi | Árbitro(s): Gal Levi |

| 22 de marzo de 2025 | Croacia                                | 2:1 (1:0) | Eslovaquia   | Estadio Branko Čavlović-Čavlek, Karlovac |                          |
| 15:30               | - N. Horvat 32' - P. Horvat 56' (pen.) | Reporte   | - 49' Mateáš | Árbitro(s): Stefan Ebner                 | Árbitro(s): Stefan Ebner |

| 25 de marzo de 2025 | Eslovaquia | 0:1 (0:0) | Ucrania      | Stadion Sv. Josip Radnik, Sesvete, Croacia |                      |
| 15:30               |            | Reporte   | - 90' Liusin | Árbitro(s): Gal Levi                       | Árbitro(s): Gal Levi |

| 25 de marzo de 2025 | Croacia        | 1:2 (0:1) | Italia                          | Estadio Lučko, Lučko        |                             |
| 15:30               | - Benkotić 64' | Reporte   | - 43' Reggiani - 89' Elimoghale | Árbitro(s): Mathieu Vernice | Árbitro(s): Mathieu Vernice |

#### Grupo A2
País anfitrión (A):  España
| Equipo     | Pts | PJ | PG | PE | PP | GF | GC | Dif | Clasificación                                            |
| ---------- | --- | -- | -- | -- | -- | -- | -- | --- | -------------------------------------------------------- |
| Alemania   | 7   | 3  | 2  | 1  | 0  | 9  | 5  | +4  | Fase final y Copa Mundial de Fútbol Sub-17 de 2025       |
| Austria    | 5   | 3  | 1  | 2  | 0  | 7  | 6  | +1  | Copa Mundial de Fútbol Sub-17 de 2025 como mejor segundo |
| España (A) | 4   | 3  | 1  | 1  | 1  | 7  | 7  | 0   |                                                          |
| Noruega    | 0   | 3  | 0  | 0  | 3  | 3  | 8  | -5  |                                                          |

| 19 de marzo de 2025 | Alemania                       | 2:2 (0:2) | Austria              | Estadio Romano, Mérida, España |                          |
| 16:00               | - Oteng Mensah 72' - Staff 73' | Reporte   | - 16', 22' Deshihsku | Árbitro(s): Florian Lata       | Árbitro(s): Florian Lata |

| 19 de marzo de 2025 | España                     | 2:1 (1:0) | Noruega         | Estadio Francisco de la Hera, Almendralejo |                          |
| 18:00               | - Rodríguez 44' - Dura 81' | Reporte   | - 89' Mengshoel | Árbitro(s): Ben Mcmaster                   | Árbitro(s): Ben Mcmaster |

| 22 de marzo de 2025 | Austria                     | 2:1 (1:1) | Noruega      | Estadio Romano, Mérida, España    |                                   |
| 16:00               | - Feldinger 31' - Dobis 72' | Reporte   | - 7' Slørdal | Árbitro(s): Alexandros Tsakalidis | Árbitro(s): Alexandros Tsakalidis |

| 22 de marzo de 2025 | España                      | 2:3 (0:0) | Alemania                                    | Estadio Francisco de la Hera, Almendralejo |                          |
| 18:00               | - Fernández 67' - Oyono 70' | Reporte   | - 50' Staff - 63' Karl - 90+2' Oteng-Mensah | Árbitro(s): Ben Mcmaster                   | Árbitro(s): Ben Mcmaster |

| 25 de marzo de 2025 | Austria                             | 3:3 (1:1) | España                                 | Estadio Romano, Mérida, España |                          |
| 18:00               | - Moser 43' (pen.) - Dobis 56', 62' | Reporte   | - 17' Oyono - 67' Alves - 71' Quintero | Árbitro(s): Florian Lata       | Árbitro(s): Florian Lata |

| 25 de marzo de 2025 | Noruega       | 1:4 (0:3) | Alemania                                                     | Estadio Francisco de la Hera, Almendralejo |                                   |
| 18:00               | - Krosa 90+3' | Reporte   | - 5' Mule - 27' Karl - 35' Staff - 90+1' (pen.) Oteng-Mensah | Árbitro(s): Alexandros Tsakalidis          | Árbitro(s): Alexandros Tsakalidis |

#### Grupo A3
País anfitrión (A):  Francia
| Equipo      | Pts | PJ | PG | PE | PP | GF | GC | Dif | Clasificación                                            |
| ----------- | --- | -- | -- | -- | -- | -- | -- | --- | -------------------------------------------------------- |
| Francia (A) | 9   | 3  | 3  | 0  | 0  | 13 | 2  | +1  | Fase final y Copa Mundial de Fútbol Sub-17 de 2025       |
| Finlandia   | 3   | 3  | 1  | 0  | 2  | 6  | 9  | -3  | Copa Mundial de Fútbol Sub-17 de 2025 como mejor segundo |
| Grecia      | 3   | 3  | 1  | 0  | 2  | 5  | 9  | -4  |                                                          |
| Dinamarca   | 3   | 3  | 1  | 0  | 2  | 6  | 10 | -4  |                                                          |

| 19 de marzo de 2025 | Francia                                        | 4:0 (1:0) | Finlandia | Estadio André Darrigade, Dax, Francia |                           |
| 15:00               | - Eymard 45+1', 56' - Azizi 66' - Nguessan 72' | Reporte   |           | Árbitro(s): Rares Vidican             | Árbitro(s): Rares Vidican |

| 19 de marzo de 2025 | Dinamarca                                  | 3:1 (1:0) | Grecia           | Plaine des Sports, Saint-Paul-lès-Dax, Francia |                           |
| 18:00               | - Panduro 10' - Al-Najar 65' - Pimpong 90' | Reporte   | - 71' Souvlatzis | Árbitro(s): Oguzhan Çakir                      | Árbitro(s): Oguzhan Çakir |

| 22 de marzo de 2025 | Francia                                      | 4:1 (3:1) | Dinamarca   | Plaine des Sports, Saint-Paul-lès-Dax, Francia |                           |
| 15:00               | - Azizi 22' - N'Guessan 28', 36' - Mbaye 52' | Reporte   | - 31' Ambæk | Árbitro(s): Dalibor Černý                      | Árbitro(s): Dalibor Černý |

| 22 de marzo de 2025 | Grecia                          | 3:1 (1:1) | Finlandia        | Estadio André Darrigade, Dax, Francia |                           |
| 18:00               | - Ioannou 33', 53' - Nempis 57' | Reporte   | - 11' Rantasalmi | Árbitro(s): Rares Vidican             | Árbitro(s): Rares Vidican |

| 25 de marzo de 2025 | Grecia      | 1:5 (1:1) | Francia                                                    | Plaine des Sports, Saint-Paul-lès-Dax, Francia |                           |
| 16:00               | - Nempis 5' | Reporte   | - 9', 62' N'Guessan - 59' Azizi - 73' Ameline - 88' Camara | Árbitro(s): Oguzhan Çakir                      | Árbitro(s): Oguzhan Çakir |

| 25 de marzo de 2025 | Finlandia                                                           | 5:2 (0:2) | Dinamarca                      | Estadio André Darrigade, Dax |                           |
| 16:00               | - Okungbowa 50', 88' - Søndenbroe 61' (a.g.) - Katz 64', 76' (pen.) | Reporte   | - 20' Pimpong - 45+1' Fuglsang | Árbitro(s): Dalibor Černý    | Árbitro(s): Dalibor Černý |

#### Grupo A4
País anfitrión (A):  Portugal
| Equipo       | Pts | PJ | PG | PE | PP | GF | GC | Dif | Clasificación                                            |
| ------------ | --- | -- | -- | -- | -- | -- | -- | --- | -------------------------------------------------------- |
| Portugal (A) | 9   | 3  | 3  | 0  | 0  | 8  | 2  | +6  | Fase final y Copa Mundial de Fútbol Sub-17 de 2025       |
| Serbia       | 4   | 3  | 1  | 1  | 1  | 3  | 4  | -1  | Copa Mundial de Fútbol Sub-17 de 2025 como mejor segundo |
| Hungría      | 2   | 3  | 0  | 2  | 1  | 3  | 5  | -2  |                                                          |
| Países Bajos | 1   | 3  | 0  | 1  | 2  | 3  | 6  | -3  |                                                          |

| 19 de marzo de 2025 | Países Bajos | 0:1 (0:0) | Serbia      | Pista de Atletismo Gémeos Castro, Guimarães, Portugal |                              |
| 12:00               |              | Reporte   | - 47' Zarić | Árbitro(s): Kevin O'Sullivan                          | Árbitro(s): Kevin O'Sullivan |

| 19 de marzo de 2025 | Portugal                 | 2:0 (1:0) | Hungría | Estadio municipal de Braga, Braga, Portugal |                           |
| 16:00               | - Neves 38' - Cabral 60' | Reporte   |         | Árbitro(s): Mikkel Redder                   | Árbitro(s): Mikkel Redder |

| 22 de marzo de 2025 | Serbia         | 1:1 (0:0) | Hungría        | Estadio Ciudad de Barcelos, Barcelos, Portugal |                              |
| 12:00               | - Soprenić 84' | Reporte   | - 68' Galambos | Árbitro(s): Kevin O'Sullivan                   | Árbitro(s): Kevin O'Sullivan |

| 22 de marzo de 2025 | Portugal                              | 3:1 (3:0) | Países Bajos     | Estádio do FC Vizela, Vizela, Portugal |                         |
| 16:00               | - Anísio 36' - Furtado 41' - Lima 43' | Reporte   | - 86' Neijenhuis | Árbitro(s): Ross Hardie                | Árbitro(s): Ross Hardie |

| 25 de marzo de 2025 | Serbia           | 1:3 (0:1) | Portugal                               | Estadio Ciudad de Barcelos, Barcelos, Portugal |                         |
| 16:00               | - Damjanović 85' | Reporte   | - 43' Neves - 79' Pereira - 89' Anísio | Árbitro(s): Ross Hardie                        | Árbitro(s): Ross Hardie |

| 25 de marzo de 2025 | Hungría                    | 2:2 (1:0) | Países Bajos                   | Parque Municipal dos Desportos, Fafe, Portugal |                           |
| 16:00               | - Galambos 26' - Gólik 50' | Reporte   | - 61' Beerens - 79' Bouhoudane | Árbitro(s): Mikkel Redder                      | Árbitro(s): Mikkel Redder |

#### Grupo A5
País anfitrión (A):  Suiza
| Equipo          | Pts | PJ | PG | PE | PP | GF | GC | Dif | Clasificación                                            |
| --------------- | --- | -- | -- | -- | -- | -- | -- | --- | -------------------------------------------------------- |
| República Checa | 7   | 3  | 2  | 1  | 0  | 7  | 4  | +3  | Fase final y Copa Mundial de Fútbol Sub-17 de 2025       |
| Suiza (A)       | 6   | 3  | 2  | 0  | 1  | 5  | 5  | 0   | Copa Mundial de Fútbol Sub-17 de 2025 como mejor segundo |
| Suecia          | 3   | 3  | 1  | 0  | 2  | 6  | 4  | +2  |                                                          |
| Turquía         | 1   | 3  | 0  | 1  | 2  | 3  | 8  | -5  |                                                          |

| 19 de marzo de 2025 | Turquía                          | 2:3 (1:1) | Suiza                                  | Estadio Esp, Fislisbach, Suiza |                            |
| 13:30               | - Ertem 43' (pen.) - Akdoğan 65' | Reporte   | - 45+3' Lazri - 48', 69' (pen.) Llukes | Árbitro(s): Oliver Reitala     | Árbitro(s): Oliver Reitala |

| 19 de marzo de 2025 | República Checa                           | 3:2 (2:2) | Suecia                             | Estadio Esp, Fislisbach, Suiza |                            |
| 19:30               | - Potměšil 28' - Čížek 34' - Křivánek 82' | Reporte   | - 11' Van Der Laan - 36' Brantlind | Árbitro(s): João Gonçalves     | Árbitro(s): João Gonçalves |

| 22 de marzo de 2025 | República Checa | 1:1 (1:1) | Turquía       | Estadio Esp, Fislisbach, Suiza  |                                 |
| 12:00               | - Novák 45'     | Reporte   | - 17' Akdoğan | Árbitro(s): Matthias Jöllenbeck | Árbitro(s): Matthias Jöllenbeck |

| 22 de marzo de 2025 | Suiza        | 1:0 (1:0) | Suecia | Estadio Esp, Fislisbach, Suiza |                            |
| 18:00               | - Llukes 14' | Reporte   |        | Árbitro(s): João Gonçalves     | Árbitro(s): João Gonçalves |

| 25 de marzo de 2025 | Suiza        | 1:3 (1:2) | República Checa                               | Estadio Esp, Fislisbach, Suiza |                            |
| 18:30               | - Bruchez 9' | Reporte   | - 23' (pen.), 38' (pen.) Čížek - 90+3' Škrkoň | Árbitro(s): Oliver Reitala     | Árbitro(s): Oliver Reitala |

| 25 de marzo de 2025 | Suecia                                                 | 4:0 (2:0) | Turquía | Estadio Bergholz, Wil, Suiza    |                                 |
| 18:30               | - Arrhov 16' - Bergkvall 44' - Pavey 89' - Öberg 90+2' | Reporte   |         | Árbitro(s): Matthias Jöllenbeck | Árbitro(s): Matthias Jöllenbeck |

#### Grupo A6
País anfitrión (A):  Polonia
| Equipo      | Pts | PJ | PG | PE | PP | GF | GC | Dif | Clasificación                                            |
| ----------- | --- | -- | -- | -- | -- | -- | -- | --- | -------------------------------------------------------- |
| Bélgica     | 7   | 3  | 2  | 1  | 0  | 5  | 3  | +2  | Fase final y Copa Mundial de Fútbol Sub-17 de 2025       |
| Irlanda     | 6   | 3  | 2  | 0  | 1  | 7  | 1  | +6  | Copa Mundial de Fútbol Sub-17 de 2025 como mejor segundo |
| Polonia (A) | 2   | 3  | 0  | 2  | 1  | 3  | 5  | -2  |                                                          |
| Islandia    | 1   | 3  | 0  | 1  | 2  | 2  | 8  | -6  |                                                          |

| 19 de marzo de 2025 | Bélgica                | 1:0 (0:0) | Irlanda | Estadio Miejski im. Karola Kucharskiego, Gryfice, Polonia |                        |
| 14:00               | - Fernandez 54' (pen.) | Reporte   |         | Árbitro(s): Seth Galia                                    | Árbitro(s): Seth Galia |

| 19 de marzo de 2025 | Islandia                  | 1:1 (0:1) | Polonia         | Baltyk Koszalin, Koszalin, Polonia |                            |
| 14:00               | - Kristjánsson 90' (pen.) | Reporte   | - 29' Karmelita | Árbitro(s): Dmytro Kubriak         | Árbitro(s): Dmytro Kubriak |

| 22 de marzo de 2025 | Bélgica                           | 2:1 (0:0) | Islandia        | Estadio Miejski im. Karola Kucharskiego, Gryfice, Polonia |                            |
| 14:00               | - De Wannemacker 51' - De Cat 82' | Reporte   | - 70' Arnarsson | Árbitro(s): Danilo Nikolić                                | Árbitro(s): Danilo Nikolić |

| 22 de marzo de 2025 | Polonia | 0:2 (0:0) | Irlanda         | Baltyk Koszalin, Koszalin, Polonia |                        |
| 14:00               |         | Reporte   | - 71', 77' Umeh | Árbitro(s): Seth Galia             | Árbitro(s): Seth Galia |

| 25 de marzo de 2025 | Polonia                         | 2:2 (1:0) | Bélgica                      | Baltyk Koszalin, Koszalin, Polonia |                            |
| 14:00               | - Gmur 33' - Delikat 60' (pen.) | Reporte   | - 64' De Cat - 84' Fernández | Árbitro(s): Dmytro Kubriak         | Árbitro(s): Dmytro Kubriak |

| 25 de marzo de 2025 | Irlanda                                                             | 5:0 (2:0) | Islandia | Estadio Miejski im. Karola Kucharskiego, Gryfice, Polonia |                            |
| 14:00               | - Umeh 14', 57' - Canny 32' - Sherlock 77' (pen.) - Akinrintoyo 87' | Reporte   |          | Árbitro(s): Danilo Nikolić                                | Árbitro(s): Danilo Nikolić |

#### Grupo A7
País anfitrión (A):  Inglaterra
| Equipo            | Pts | PJ | PG | PE | PP | GF | GC | Dif | Clasificación                                            |
| ----------------- | --- | -- | -- | -- | -- | -- | -- | --- | -------------------------------------------------------- |
| Inglaterra (A)    | 9   | 3  | 3  | 0  | 0  | 10 | 2  | +8  | Fase final y Copa Mundial de Fútbol Sub-17 de 2025       |
| Eslovenia         | 4   | 3  | 1  | 1  | 1  | 4  | 4  | 0   | Copa Mundial de Fútbol Sub-17 de 2025 como mejor segundo |
| Israel            | 3   | 3  | 1  | 0  | 2  | 1  | 3  | -2  |                                                          |
| Irlanda del Norte | 1   | 3  | 0  | 1  | 2  | 1  | 7  | -6  |                                                          |

| 19 de marzo de 2025 | Inglaterra           | 2:0 (1:0) | Israel | Centro Nacional de Fútbol St George's Park, Burton upon Trent, Inglaterra |                          |
| 16:00               | - Rodriguez 25', 60' | Reporte   |        | Árbitro(s): Karel Rouček                                                  | Árbitro(s): Karel Rouček |

| 19 de marzo de 2025 | Eslovenia          | 1:1 (0:0) | Irlanda del Norte    | Centro Nacional de Fútbol St George's Park, Burton upon Trent, Inglaterra |                            |
| 20:00               | - Jereb 86' (pen.) | Reporte   | - 77' (pen.) O'Neill | Árbitro(s): Jasmin Sabotic                                                | Árbitro(s): Jasmin Sabotic |

| 22 de marzo de 2025 | Inglaterra                                  | 3:2 (2:1) | Eslovenia                   | Centro Nacional de Fútbol St George's Park, Burton upon Trent, Inglaterra |                            |
| 16:00               | - Simmonds 3' - McAidoo 10' - Rodriguez 84' | Reporte   | - 16' Kozar - 75' Videnović | Árbitro(s): Jasmin Sabotic                                                | Árbitro(s): Jasmin Sabotic |

| 22 de marzo de 2025 | Irlanda del Norte | 0:1 (0:0) | Israel      | Centro Nacional de Fútbol St George's Park, Burton upon Trent, Inglaterra |                                |
| 20:00               |                   | Reporte   | - 90' Lusky | Árbitro(s): Patryk Gryckiewicz                                            | Árbitro(s): Patryk Gryckiewicz |

| 25 de marzo de 2025 | Irlanda del Norte | 0:5 (0:4) | Inglaterra                                       | Centro Nacional de Fútbol St George's Park, Burton upon Trent, Inglaterra |                          |
| 20:00               |                   | Reporte   | - 7', 26' Gorman - 19', 64' Ngumoha - 31' Dowman | Árbitro(s): Karel Rouček                                                  | Árbitro(s): Karel Rouček |

| 25 de marzo de 2025 | Israel | 0:1 (0:0) | Eslovenia     | Centro Nacional de Fútbol St George's Park, Burton upon Trent, Inglaterra |                                |
| 20:00               |        | Reporte   | - 70' Ceferin | Árbitro(s): Patryk Gryckiewicz                                            | Árbitro(s): Patryk Gryckiewicz |

### Clasificación de los equipos que ocupan el segundo puesto
Los cuatro mejores segundos lugares de los 7 grupos clasifican a la Copa Mundial de Fútbol Sub-17 de 2025.
| Pos. | Grupo | Equipo    | PJ | PG | PE | PP | GF | GC | DG | Pts | Clasificación                         |
| ---- | ----- | --------- | -- | -- | -- | -- | -- | -- | -- | --- | ------------------------------------- |
| 1    | A6    | Irlanda   | 3  | 2  | 0  | 1  | 7  | 1  | +6 | 6   | Copa Mundial de Fútbol Sub-17 de 2025 |
| 2    | A1    | Croacia   | 3  | 2  | 0  | 1  | 5  | 4  | +4 | 6   | Copa Mundial de Fútbol Sub-17 de 2025 |
| 3    | A5    | Suiza     | 3  | 2  | 0  | 1  | 5  | 5  | 0  | 6   | Copa Mundial de Fútbol Sub-17 de 2025 |
| 4    | A2    | Austria   | 3  | 1  | 2  | 0  | 7  | 6  | +1 | 5   | Copa Mundial de Fútbol Sub-17 de 2025 |
| 5    | A7    | Eslovenia | 3  | 1  | 1  | 1  | 4  | 4  | 0  | 4   |                                       |
| 6    | A4    | Serbia    | 3  | 1  | 1  | 1  | 3  | 4  | -1 | 4   |                                       |
| 7    | A3    | Finlandia | 3  | 1  | 0  | 2  | 6  | 9  | -3 | 3   |                                       |

### Liga B

#### Grupo B1
País anfitrión (A):  Escocia
| Equipo              | Pts | PJ | PG | PE | PP | GF | GC | Dif | Clasificación                    |
| ------------------- | --- | -- | -- | -- | -- | -- | -- | --- | -------------------------------- |
| Escocia (A)         | 7   | 3  | 2  | 1  | 0  | 12 | 2  | +10 | Ronda 1 Liga A temporada 2025/26 |
| Rumania             | 6   | 3  | 2  | 0  | 1  | 13 | 2  | +11 |                                  |
| Macedonia del Norte | 4   | 3  | 1  | 1  | 1  | 3  | 5  | -2  |                                  |
| Liechtenstein       | 0   | 3  | 0  | 0  | 3  | 0  | 19 | -19 |                                  |

| 19 de marzo de 2025 | Rumania | 10:0 (4:0) | Liechtenstein | Estadio Broadwood, Cumbernauld, Escocia |                          |
| 12:00               | - Ninaci 12' - Țăroi 33', 63' - Bota 37' - Banu 40' - Ungureanu 68' - Cojocariu 83' - Avramescu 89', 90+1' - Radu 90+4' | Reporte    |               | Árbitro(s): Bence Csonka                | Árbitro(s): Bence Csonka |

| 19 de marzo de 2025 | Escocia                  | 2:2 (0:1) | Macedonia del Norte        | Estadio Broadwood, Cumbernauld, Escocia |                              |
| 16:30               | - Boyd 52' - Hogarth 80' | Reporte   | - 40' Markoski - 83' Zhaku | Árbitro(s): Matteo Marchetti            | Árbitro(s): Matteo Marchetti |

| 22 de marzo de 2025 | Macedonia del Norte | 1:0 (1:0) | Liechtenstein | Estadio Broadwood, Cumbernauld, Escocia |                                |
| 16:30               | - Hodja 30'         | Reporte   |               | Árbitro(s): Sven Wolfensberger          | Árbitro(s): Sven Wolfensberger |

| 22 de marzo de 2025 | Rumania | 0:2 (0:0) | Escocia                    | Estadio Broadwood, Cumbernauld, Escocia |                          |
| 20:30               |         | Reporte   | - 53' Borland - 90' Masson | Árbitro(s): Bence Csonka                | Árbitro(s): Bence Csonka |

| 25 de marzo de 2025 | Macedonia del Norte | 0:3 (0:2) | Rumania                                        | Estadio Broadwood, Cumbernauld, Escocia |                              |
| 16:00               |                     | Reporte   | - 25' Gheorghe - 45' Podoleanu - 90+6' Popescu | Árbitro(s): Matteo Marchetti            | Árbitro(s): Matteo Marchetti |

| 25 de marzo de 2025 | Liechtenstein | 0:8 (0:5) | Escocia                                                                           | Estadio Falkirk, Falkirk, Escocia |                                |
| 16:00               |               | Reporte   | - 2' Smith - 10', 47', 57' Burke - 12' Boyd - 29', 36' Williams - 79' (pen.) Dair | Árbitro(s): Sven Wolfensberger    | Árbitro(s): Sven Wolfensberger |

#### Grupo B2
País anfitrión (A):  Bosnia y Herzegovina
| Equipo                   | Pts | PJ | PG | PE | PP | GF | GC | Dif | Clasificación                    |
| ------------------------ | --- | -- | -- | -- | -- | -- | -- | --- | -------------------------------- |
| Bosnia y Herzegovina (A) | 9   | 3  | 3  | 0  | 0  | 10 | 1  | +9  | Ronda 1 Liga A temporada 2025/26 |
| Bielorrusia              | 6   | 3  | 2  | 0  | 1  | 6  | 2  | +4  |                                  |
| Armenia                  | 3   | 3  | 1  | 0  | 2  | 1  | 7  | -6  |                                  |
| San Marino               | 0   | 3  | 0  | 0  | 3  | 0  | 7  | -7  |                                  |

| 12 de mayo de 2025 | Bosnia y Herzegovina                               | 5:0 (2:0) | San Marino | Estadio Gradski, Bijeljina, Bosnia y Herzegovina |                          |
| 14:00              | - Mehmedović 28', 48' - Vrban 33', 60' - Deket 79' | Reporte   |            | Árbitro(s): Roman Jitari                         | Árbitro(s): Roman Jitari |

| 12 de mayo de 2025 | Bielorrusia                                                | 4:0 (3:0) | Armenia | Ugljevik City Stadium, Ugljevik, Bosnia y Herzegovina |                           |
| 14:00              | - Kalesnikovich 18' - Lutskovich 29', 31' - Yastachkin 81' | Reporte   |         | Árbitro(s): Oscar Johnson                             | Árbitro(s): Oscar Johnson |

| 15 de mayo de 2025 | Bosnia y Herzegovina                     | 3:0 (0:0) | Armenia | Estadio Gradski (Bijeljina), Bijeljina, Bosnia y Herzegovina |                         |
| 14:00              | - Mehmedović 57' - Vrban 73' - Deket 77' | Reporte   |         | Árbitro(s): Márton Rúsz                                      | Árbitro(s): Márton Rúsz |

| 15 de mayo de 2025 | Bielorrusia          | 1:0 (0:0) | San Marino | Ugljevik City Stadium, Ugljevik, Bosnia y Herzegovina |                          |
| 14:00              | - Stefani 73' (a.g.) | Reporte   |            | Árbitro(s): Roman Jitari                              | Árbitro(s): Roman Jitari |

| 18 de mayo de 2025 | Bielorrusia       | 1:2 (0:1) | Bosnia y Herzegovina        | Ugljevik City Stadium, Ugljevik, Bosnia y Herzegovina |                         |
| 14:00              | - Viarenich 90+6' | Reporte   | - 5' Mehmedović - 63' Ramić | Árbitro(s): Márton Rúsz                               | Árbitro(s): Márton Rúsz |

| 18 de mayo de 2025 | San Marino | 0:1 (0:0) | Armenia         | Estadio Gradski, Bijeljina, Bosnia y Herzegovina |                           |
| 14:00              |            | Reporte   | - 83' Arakelyan | Árbitro(s): Oscar Johnson                        | Árbitro(s): Oscar Johnson |

#### Grupo B3
País anfitrión (A):  Montenegro
| Equipo         | Pts | PJ | PG | PE | PP | GF | GC | Dif | Clasificación                    |
| -------------- | --- | -- | -- | -- | -- | -- | -- | --- | -------------------------------- |
| Montenegro (A) | 0   | 0  | 0  | 0  | 0  | 0  | 0  | 0   | Ronda 1 Liga A temporada 2025/26 |
| Estonia        | 0   | 0  | 0  | 0  | 0  | 0  | 0  | 0   |                                  |
| Letonia        | 0   | 0  | 0  | 0  | 0  | 0  | 0  | 0   |                                  |
| Gibraltar      | 0   | 0  | 0  | 0  | 0  | 0  | 0  | 0   |                                  |

| 4 de junio de 2025 | Estonia | 3:1     | Montenegro |                  |                  |
|                    |         | Reporte |            | Árbitro(s): [[]] | Árbitro(s): [[]] |

| 7 de junio de 2025 | Letonia | vs.     | Estonia |                  |                  |
|                    |         | Reporte |         | Árbitro(s): [[]] | Árbitro(s): [[]] |

| 10 de junio de 2025 | Montenegro | vs.     | Letonia |                  |                  |
|                     |            | Reporte |         | Árbitro(s): [[]] | Árbitro(s): [[]] |

#### Grupo B4
País anfitrión (A):  Chipre
| Equipo     | Pts | PJ | PG | PE | PP | GF | GC | Dif | Clasificación                    |
| ---------- | --- | -- | -- | -- | -- | -- | -- | --- | -------------------------------- |
| Chipre (A) | 7   | 3  | 2  | 1  | 0  | 3  | 0  | 3   | Ronda 1 Liga A temporada 2025/26 |
| Kosovo     | 5   | 3  | 1  | 2  | 0  | 1  | 0  | 1   |                                  |
| Andorra    | 4   | 3  | 1  | 1  | 1  | 1  | 1  | 0   |                                  |
| Moldavia   | 0   | 3  | 0  | 0  | 3  | 0  | 4  | -4  |                                  |

| 7 de marzo de 2025 | Kosovo | 0:0     | Andorra | Sotira Municipal Stadium, Sotira, Chipre |                         |
| 10:00              |        | Reporte |         | Árbitro(s): Mateo Erceg                  | Árbitro(s): Mateo Erceg |

| 7 de marzo de 2025 | Chipre                           | 2:0 (1:0) | Moldavia | Estadio Dasaki, Achna, Chipre |                          |
| 14:00              | - Charalabous 7' - Stylianou 74' | Reporte   |          | Árbitro(s): Wojciech Myc      | Árbitro(s): Wojciech Myc |

| 10 de marzo de 2025 | Kosovo       | 1:0 (1:0) | Moldavia | Sotira Municipal Stadium, Sotira, Chipre |                                |
| 10:00               | - Ahmeti 41' | Reporte   |          | Árbitro(s): Florian Badstübner           | Árbitro(s): Florian Badstübner |

| 10 de marzo de 2025 | Chipre      | 1:0 (0:0) | Andorra | Estadio Dasaki, Achna, Chipre |                         |
| 14:00               | - Thoma 61' | Reporte   |         | Árbitro(s): Mateo Erceg       | Árbitro(s): Mateo Erceg |

| 13 de marzo de 2025 | Chipre | 0:0     | Kosovo | Estadio Dasaki, Achna, Chipre  |                                |
| 14:00               |        | Reporte |        | Árbitro(s): Florian Badstübner | Árbitro(s): Florian Badstübner |

| 13 de marzo de 2025 | Andorra               | 1:0 (0:0) | Moldavia | Sotira Municipal Stadium, Sotira, Chipre |                          |
| 14:00               | - Juanfran 83' (pen.) | Reporte   |          | Árbitro(s): Wojciech Myc                 | Árbitro(s): Wojciech Myc |

#### Grupo B5
País anfitrión (A):  Malta
| Equipo      | Pts | PJ | PG | PE | PP | GF | GC | Dif | Clasificación                    |
| ----------- | --- | -- | -- | -- | -- | -- | -- | --- | -------------------------------- |
| Bulgaria    | 6   | 2  | 2  | 0  | 0  | 4  | 0  | +4  | Ronda 1 Liga A temporada 2025/26 |
| Luxemburgo  | 4   | 2  | 1  | 1  | 0  | 2  | 1  | +1  |                                  |
| Islas Feroe | 1   | 2  | 0  | 1  | 1  | 0  | 1  | -1  |                                  |
| Malta (A)   | 0   | 2  | 0  | 0  | 2  | 1  | 5  | -4  |                                  |

| 10 de abril de 2025 | Bulgaria                                | 3:0 (2:0) | Malta | Estadio Centenary, Attard, Malta |                             |
| 10:00               | - Stoilov 18' - Minkov 39' - Tsonov 82' | Reporte   |       | Árbitro(s): Aaron Wyn Jones      | Árbitro(s): Aaron Wyn Jones |

| 10 de abril de 2025 | Luxemburgo | 0:0     | Islas Feroe | Estadio Centenary, Attard, Malta |                            |
| 13:30               |            | Reporte |             | Árbitro(s): Daniel Higraff       | Árbitro(s): Daniel Higraff |

| 13 de abril de 2025 | Luxemburgo                | 2:1 (1:1) | Malta          | Estadio Centenary, Attard, Malta |                             |
| 10:00               | - Dardari 45' - Sousa 86' | Reporte   | - 18' Aboassaf | Árbitro(s): Aaron Wyn Jones      | Árbitro(s): Aaron Wyn Jones |

| 13 de abril de 2025 | Bulgaria      | 1:0 (1:0) | Islas Feroe | Estadio Centenary, Attard, Malta |                               |
| 13:30               | - Bozhkov 23' | Reporte   |             | Árbitro(s): Matthew MacDermid    | Árbitro(s): Matthew MacDermid |

| 16 de abril de 2025 | Islas Feroe                          | 2:1 (1:0) | Malta       | Estadio Centenary, Attard, Malta |                               |
| 10:00               | - E. Joensen 20' (pen.) - Müller 47' | Reporte   | - Vella 75' | Árbitro(s): Matthew MacDermid    | Árbitro(s): Matthew MacDermid |

| 16 de abril de 2025 | Bulgaria                          | 2:0     | Luxemburgo | Estadio Centenary, Attard, Malta |                            |
| 13:30               | - Minkov 49' - Stoilov 57' (pen.) | Reporte |            | Árbitro(s): Daniel Higraff       | Árbitro(s): Daniel Higraff |

#### Grupo B6
País anfitrión (A):  Albania
| Equipo      | Pts | PJ | PG | PE | PP | GF | GC | Dif | Clasificación                    |
| ----------- | --- | -- | -- | -- | -- | -- | -- | --- | -------------------------------- |
| Gales       | 4   | 2  | 1  | 1  | 0  | 2  | 1  | +1  | Ronda 1 Liga A temporada 2025/26 |
| Albania (A) | 3   | 2  | 1  | 0  | 1  | 5  | 3  | +2  |                                  |
| Azerbaiyán  | 1   | 2  | 0  | 1  | 1  | 1  | 4  | -3  |                                  |

| 19 de marzo de 2025 | Azerbaiyán   | 1:4 (0:1) | Albania                          | Elbasan Arena, Elbasan, Albania |                           |
| 14:00               | - Rzayev 47' | Reporte   | - 7', 53', 64' Gjoka - 76' Kulla | Árbitro(s): Jérémy Muller       | Árbitro(s): Jérémy Muller |

| 22 de marzo de 2025 | Gales | 0:0     | Azerbaiyán | Elbasan Arena, Elbasan, Albania |                        |
| 12:00               |       | Reporte |            | Árbitro(s): Igor Bosca          | Árbitro(s): Igor Bosca |

| 25 de marzo de 2025 | Albania      | 1:2 (1:0) | Gales               | House of Football Natural Pitch, Tirana, Albania |                              |
| 14:00               | - Myrtaj 20' | Reporte   | - 64', 76' Grainger | Árbitro(s): Michele Beltrano                     | Árbitro(s): Michele Beltrano |

#### Grupo B7
País anfitrión (A):  Kazajistán
| Equipo      | Pts | PJ | PG | PE | PP | GF | GC | Dif | Clasificación                    |
| ----------- | --- | -- | -- | -- | -- | -- | -- | --- | -------------------------------- |
| Kazajistán  | 6   | 2  | 2  | 0  | 0  | 8  | 2  | +6  | Ronda 1 Liga A temporada 2025/26 |
| Lituania    | 3   | 2  | 1  | 0  | 1  | 5  | 5  | 0   |                                  |
| Georgia (A) | 0   | 2  | 0  | 0  | 1  | 0  | 6  | -6  |                                  |

| 19 de marzo de 2025   | Georgia | 0:3 (0:0) | Kazajistán                           | FC Kairat Academy, Almaty, Kazajistán |                         |
| 08:00 12:00 UTC+05:00 |         | Reporte   | - 48', 75' Orynbassar - 55' Bekbolat | Árbitro(s): Márton Rúsz               | Árbitro(s): Márton Rúsz |

| 22 de marzo de 2025   | Lituania                                       | 3:0 (1:0) | Georgia | FC Kairat Academy, Almaty, Kazajistán |                          |
| 08:00 12:00 UTC+05:00 | - Taučas 44' - Turčinskas 50' - Grabauskas 59' | Reporte   |         | Árbitro(s): Jakob Semler              | Árbitro(s): Jakob Semler |

| 25 de marzo de 2025   | Kazajistán                                                       | 5:2 (1:1) | Lituania                             | FC Kairat Academy, Almaty, Kazajistán |                             |
| 08:00 12:00 UTC+05:00 | - Toleukhan 21' - Bekbolat 58', 80', 89' - Orynbassar 75' (pen.) | Reporte   | - 27' Grabauskas - 63' (pen.) Buikus | Árbitro(s): Artem Gasparyan           | Árbitro(s): Artem Gasparyan |